# Zalagyömörő
Zalagyömörő is een plaats (község) en gemeente in het Hongaarse comitaat Veszprém. Zalagyömörő telt 496 inwoners (2001).